# 시간의 화살

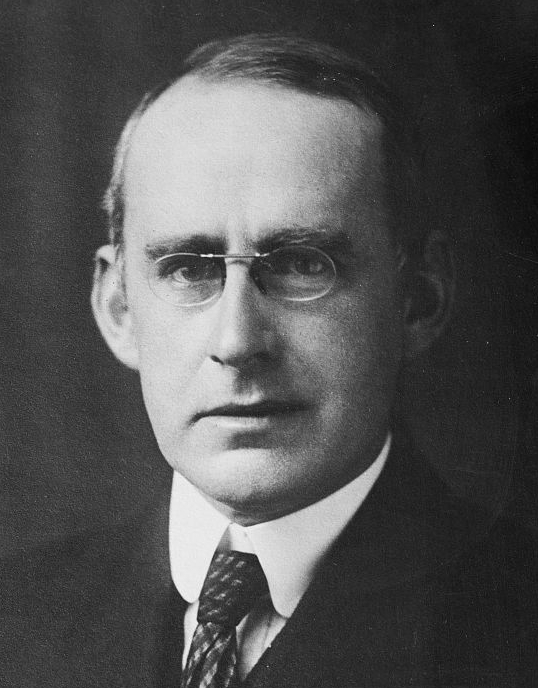
아서 스탠리 에딩턴 (1882–1944)

시간의 화살(arrow of time 또는 time's arrow)는 시간의 '단방향성' 또는 '비대칭성'을 가정하는 개념이다. 1927년 영국의 천체물리학자 아서 에딩턴이 개발한 개념으로, 아직 해결되지 않은 일반 물리학 문제이다. 에딩턴에 따르면 이 방향은 원자들, 분자들 및 물체들의 조직을 연구함으로써 결정될 수 있으며, 4차원적 상대론적 세계 지도("단단한 종이의 블록") 위에 그려질 수 있다고 한다.
시간 역설의 화살표는 원래 1800년대에 기체(및 기타 물질)에 대해 열역학/통계 물리학의 미시적(microscopic) 설명과 거시적 설명 사이의 불일치로 인식되었다: 미시적 수준에서는 물리적 과정이 완전히 또는 대부분 시간 대칭적이라고 여겨진다: 만일 시간의 방향이 반대라면, 그것들을 설명하는 이론적 진술은 여전히 참으로 남아있을 것으로 여겨진다. 그러나 거시적 수준에서는 그렇지 않은 경우가 많다. 시간의 방향(또는 흐름)이 분명하게 존재하기 때문이다.

## 개요
시간의 대칭성(T-대칭성)은 다음과 같이 간단히 이해될 수 있다. 시간이 완벽하게 대칭이라면 실제 사건을 담은 한 동영상은 앞뒤로 재생해도 사실적으로 보일 것이다. 예를 들어, 중력은 시간을 되돌릴 수 있는 힘이다. 공이 위로 던져졌다가 멈추고 떨어지는 장면을 녹화하면 앞뒤로 똑같이 사실적으로 보일 수 있다. 그 시스템은 T-대칭이다. 그렇지만, 공이 튀어 오르고 결국 정지하는 과정은 시간을 되돌릴 수 없다. 앞으로 나아가는 동안 운동 에너지가 소멸되고 또한 엔트로피가 증가한다. 엔트로피는 시간을 되돌릴 수 없는 몇 안되는 과정 중 하나일 수 있다. 엔트로피 증가라는 통계적 개념에 따르면 시간의 '화살표'는 자유 에너지의 어떤 감소로 식별된다.
물리학자 숀 캐롤은 그의 저서 《빅 픽처》에서 시간의 비대칭을 공간의 비대칭과 비교한다: 물리 법칙은 일반적으로 등방성이지만, 지구 근처에서는 거대한 물체와의 근접성으로 인해 공간의 대칭이 깨져 "위"와 "아래"가 분명하게 구분된다. 마찬가지로 물리 법칙은 일반적으로 시간 방향의 반전과 대칭을 이루지만, 대폭발(빅뱅) 근처(즉, 그 후 처음 수조 년 동안)에서는 시간의 대칭을 깨는 이 특별한 사건과의 상대적 근접성으로 인해 시간의 "앞으로"와 "뒤로" 사이에 분명한 구분이 있다. 이 견해에 따르면, 모든 시간의 화살표들은 대폭발과 당시 존재했던 특수한 상황에 대한 우리의 상대적 근접성의 결과이다. (엄밀히 말하면 약한 상호작용들은 공간적 반사와 시간 방향의 뒤집기 모두에 대해 비대칭적이다. 그렇지만, 두 가지를 모두 포함하는 더 복잡한 대칭을 따르고 있다.) 

## 에딩턴의 개념
이 개념을 대중화하는 데 도움을 준 1928년 저서 《물리적 세계의 본질》에서 에딩턴은 다음과 같이 말했다:
임의로 화살을 그려 보자. 화살을 따라가면서 세계의 상태에서 무작위 요소가 점점 더 많이 발견되면 화살은 미래를 가리키고, 무작위 요소가 줄어들면 화살은 과거를 가리키는 것이다. 이것이 물리학에 알려진 유일한 구분이다. 만일 무작위성의 도입이 되돌릴 수 없는 유일한 것이라는 우리의 근본적인 주장을 인정한다면 이는 곧바로 이어진다. 나는 공간에는 유사체가 없는 이 시간의 단방향 속성을 '시간의 화살'이라는 문구로 표현하겠다.
에딩턴은 이 화살에 대해 세 가지 주목할 점을 제시한다:
1. 그것은 의식에 의해 생생하게 인식된다.
2. 이 화살을 뒤집으면 외부 세계가 무의미해진다고(nonsensical) 말하는 우리의 추리 능력{reasoning faculty)도 똑같이 주장한다.
3. 그것은 많은 개인들의 조직에 대한 연구를 제외하고는 물상과학{physical science)에서는 나타나지 않는다. (다른 말로, 한 계에서 발생하는 한 통계 역학 현상인 엔트로피에서만 관찰된다.)

## 화살

### 심리적/지각적 시간의 화살
한 관련된 정신적 화살은 자신의 지각이 알려진 과거에서 알려지지 않은 미래로의 지속적인 움직임이라는 지각을 가지고 있기 때문에 발생한다. 이 현상에는 기억 (과거는 기억하지만 미래는 기억하지 못함)과 의지(volition) (미래에는 영향을 미칠 수 있지만 과거에는 영향을 미치지 못한다고 생각함)라는 두 가지 측면이 있다. 이 두 가지 측면은 시간의 인과적 화살의 결과로, 외부 세계와 뇌 사이에 점점 더 많은 상관관계가 형성됨에 따라 과거의 사건(미래의 사건은 아님)이 현재 기억의 원인이 되고(상관관계와 시간의 화살(correlation and arrow of time} 참조), 현재의 의지들과 행동들이 미래의 사건들의 원인이 되는 것이다. 엔트로피의 증가는 적절한 정의에 따라 시스템과 주변 환경 간의 상관관계와 전반적인 복잡성의 증가와 관련이 있는 것으로 생각되기 때문에, 이렇게 시간과 함께 모두 증가한다.
과거와 미래는 심리적으로도 추가적인 개념들과 연관되어 있다. 영어는 다른 언어와 마찬가지로 과거를 "뒤"와 연관시키고 미래를 "앞"과 연관시키는 경향이 있으며, "당신을 맞이하기를 고대하다", "좋은 옛날을 돌아보다" 또는 "몇 년 앞서가다"와 같은 표현을 사용한다. 그러나 이러한 '뒤 ⇔ 과거'와 '앞 ⇔ 미래'의 연관성은 문화적으로 결정된다. 예를 들어, 아이마라어는 용어와 몸짓 모두에서 '앞 ⇔ 과거'와 '뒤 ⇔ 미래'를 연관시켜 과거는 관찰되고 미래는 관찰되지 않는 것에 해당한다. 마찬가지로 "내일 모레"를 뜻하는 중국어 용어 後天("호우티안")은 문자 그대로 "다음(또는 뒤) 날"을 의미하지만, "어제 전날"을 뜻하는 중국어 용어 前天("치안티안")은 문자 그대로 "앞(또는 앞) 날"이다, 그리고 중국어 화자는 자아가 과거 앞 또는 뒤에 있다고 인식하는지 여부에 대한 상충되는 결과가 있지만 과거를 위해 자연스럽게 앞에서 제스처를 취하고 미래를 위해 뒤에서 제스처를 취란다. 과거와 미래를 좌우 축에 배치하는 언어는 없다(예, 영어에는 *회의가 왼쪽으로 옮겨졌다와 같은 표현이 없지만, 적어도 영어 화자는 과거를 왼쪽과 연관시키고 미래를 오른쪽과 연관시킨다.
"어제"와 "내일"이라는 단어는 모두 힌디어에서 같은 단어로 번역된다 : कल ( "칼"), 오늘에서 [하루] 떨어진 날을 의미한다." 모호함은 동사 시제로 해결된다. परसों ( "파르손")는 "어제 전날"과 "내일 모레" 또는 "오늘부터 이틀" 모두에 사용한다.
तरसों ("타르손")은 "오늘부터 3일" 그리고 नरसों ("나르손")은 "오늘부터 4일"에 사용된다.
심리적 시간의 흐름의 다른 측면은 의지와 행동의 영역에 있다. 우리는 미래의 사건들의 과정에 영향을 미치기 위한 행동들을 계획하고 종종 실행한다. 루바이야트에서:

움직이는 손가락이 쓴다; 그리고, 쓰다,

  움직인다: 너의 모든 경건함이나 재치도.

반 줄을 취소하기 위해 그것을 다시 유인해야 한다,

  네 모든 눈물이 한 마디도 씻어내지 못하리라.
- 오마르 카이얌 (에드워드 피츠제럴드 번역).

2022년 6월, 연구자들은 도롱뇽들이 시간의 화살표에 대해 눈이 다른 자극들을 인식하는 방식에서 반-직관적인 반응을 보인다는 사실을 발견한 것을 피지컬 리뷰 레터스에 보고했다.

### 열역학적 시간의 화살
시간의 화살은 시간의 "단방향" 또는 "비대칭성"이다. 열역학적 시간의 화살은 열역학 제2법칙에 의해 제공되는데, 이는 고립된 계에서 엔트로피는 시간에 따라 증가하는 경향이 있다는 것을 말한다. 엔트로피는 미시적 무질서의 척도로 생각할 수 있으며, 따라서 제2법칙은 고립된 계에서 시간이 질서의 양에 대해 비대칭적이라는 것을 의미한다. 즉, 시스템이 시간이 지날수록 통계적으로 더 무질서해진다. 엔트로피를 측정한다고 해서 시간이 정확하게 측정되는 것은 아니지만, 이러한 비대칭성은 미래와 과거를 구분하는 데 경험적으로 사용될 수 있다. 또한, 어떤 개방형 시스템에서는 시간이 지남에 따라 엔트로피가 감소할 수 있다.
영국의 물리학자 알프레드 브라이언 피파드Alfred Brian Pippard 경은 "따라서 열역학 제2법칙이 미시적인 위반은 반복적으로 발생하지만 심각한 규모의 위반은 결코 발생하지 않는다는 점에서 통계적으로만 사실이라는 견해는 종종 유창하게 반복된다. 반대로 어떤 상황에서도 제2법칙이 위반된다는 증거는 제시된 적이 없다."라고 썼다. 그렇지만, 열역학 제2법칙 위반과 관련하여 여러 가지 역설들이 있는데, 그 중 하나는 푸앵카레 재귀정리에 기인한다.
이 시간의 화살은 다른 모든 시간의 화살과 관련이 있는 것으로 보이며 또한 약한 시간의 화살를 제외하고 일부 화살표들의 기초가 되는 것임에 거의 틀림없다.
해롤드 블룸Harold Blum의 1951년 책 《시간의 화살과 진화》는 "시간의 화살 (열역학 제2법칙)과 유기적 진화 사이의 관계"에 대해 논의한다. 이 영향력있는 텍스트는 "비가역성과 진화에서의 방향성 그리고 질서, 네젠트로피(negentropy) 및 진화"를 탐구한다. 블룸은 진화가 지구의 무기적 특성과 열역학적 과정에 의해 미리 결정된 특정 패턴을 따랐다고 주장한다.

### 우주론적 시간의 화살
우주론적 시간의  화살은 우주의 팽창 방향을 가리킨다. 열역학적 화살은 열역학적 자유 에너지(thermodynamic free energy)의 양이 무시할 수 있게 되면서 우주가 열죽음(Big Chill)를 향해 가고 있다는 열역학적 화살(thermodynamic arrow)와 연결될 수 있다. 그 대신에, 중력이 모든 것을 다시 대함몰로 끌어당기면서 이 화살이 반전되는 우주 진화에서는 그것이 우리가 차지하는 위치의 한 인공물일 수 있다(인류 편향 참조),
만일 이 시간의 화살이 다른 시간의 화살과 관련이 있다면, 미래는 정의상으로 우주가 더 커지는 방향이다. 따라서, 우주는 정의상 축소되는 것이 아니라, 팽창하는 것이다.
시간의 화살과 열역학 제2법칙은 초기 우주의 초기 조건(initial condition)의 결과로 생각된다. 따라서 그것들은 궁극적으로 우주론적 설정에서 비롯된 결과이다.

### 복사적 시간의 화살
전파들에서 음파들까지, 돌을 던져 연못에 퍼지는 것들에 이르기까지 파동들은 발원지에서 바깥쪽으로 퍼지지만, 파동 방정식은 복사 파동들뿐만 아니라 수렴 파동들의 해법도 포함한다. 이 화살표는 수렴파를 생성한 세심한 실험에서 반전된 것으로, 이 화살은 한 수렴파를 생성하기 위한 조건을 충족하려면 한 복사파의 조건보다 더 많은 질서가 필요하다는 점에서 열역학 화살표로부터 따라오는 것으로 보인다. 달리 말하면, 한 수렴파를 생성하는 초기 조건의 확률은 한 복사파를 생성하는 초기 조건의 확률보다 훨씬 낮다. 사실, 일반적으로 복사파는 엔트로피를 증가시키는 반면 수렴파는 감소시키기 때문이다. 이것은 후자가 일반적인 상황에서 열역학 제2법칙과 모순되게 만든다.

### 인과적 시간의 화살
원인은 결과에 선행한다: 인과적 사건은 원인이 되거나 영향을 미치는 사건보다 먼저 발생한다. 예를 들어, 출산은 성공적인 임신에 뒤따르는 것이지 그 반대의 경우가 아니다. 따라서 인과관계는 시간의 화살표와 밀접하게 연관되어 있다.
인과관계를 시간의 화살로 사용할 때의 인식론적 문제는 데이비드 흄이 주장했듯이 인과관계 자체가 인식될 수 없고 사건들의 순서만 인식할 수 있다는 것다. 게다가, 원인과 결과라는 용어가 실제로 무엇을 의미하는지에 대한 어떤 명확한 설명을 제공하거나 또는 그 용어가 지칭하는 사건을 정의하는 것은 놀랍게도 어렵다. 그렇지만, 한 물컵을 떨어뜨리는 것이 원인이고 컵이 깨져 물을 쏟는 것이 결과라는 것은 분명해 보인니다.
물리적으로 말하자면, 한 계와 주변 환경 사이의 상관관계는 엔트로피에 따라 증가하는 것으로 생각되며, 유한한 계가 환경과 상호작용하는 단순화된 사례에서도 이와 동등한 것으로 나타났다. 낮은 초기 엔트로피를 가정하는 것은 실제로 계에 초기 상관관계가 없다고 가정하는 것과 같으므로 상관관계는 시간을 거슬러 올라가지 않고 앞으로만 생성될 수 있다. 미래를 통제하거나 또는 어떤 일이 일어나게 하는 것은 행위자와 그 결과 사이에 상관관계(correlaton)들를 생성하며, 따라서 원인과 결과 사이의 관계는 열역학 제2법칙의 결과인 열역학적 시간의 화살표의 결과이다. 실제로, 위의 컵이 떨어지는 예에서 초기 조건은 높은 질서와 낮은 엔트로피를 가지지만 최종 상태는 계의 상대적으로 먼 부분인 컵의 깨진 조각과 쏟아진 물 그리고 컵을 떨어뜨린 물체 간에 높은 상관관계를 가진다.

### 양자 시간의 화살
양자 진화는 시간-대칭적(비상대론적 근사법에서의 슈뢰딩거 방정식 같은) 운동 방정식들과 또한 시간-비가역적 과정인 파동 함수 붕괴에 의해 지배되며, 이것은 실제(코펜하겐 해석의 양자역학에 의해서)이거나 또는 외견상으로만(다세계 해석과 관계적 양자역학 해석에 의해서) 그렇다.
양자 결어긋남 이론은 열역학 제2법칙으로 인해 파동함수 붕괴가 시간-비대칭 방식으로 발생하는 이유를 설명하며, 열역학적 시간의 화살(thermodynamic arrow of time)로부터 양자 시간의 화살표를 도출한다. 본질적으로 두 개의 큰 시스템 간에 입자가 산란하거나 상호작용을 하면 두 시스템의 상대적 위상들은 처음에는 질서정연하지만, 이후 (추가 입자 또는 시스템과의) 상호작용으로 인해 그 관계가 줄어들면서 두 시스템은 결어긋남이 된다. 따라서 결어긋남은 미시적 무질서의 증가의 한 형태이며, 간단히 말해 결어긋남은 엔트로피를 증가시킨다. 열역학 제2법칙에 따라 두 결어긋남인 시스템들은, 다시 결맞음이 되지 않는 한, 양자 중첩을 통해 더 이상 상호 작용할 수 없다. 관계적 양자역학의 관점에서 보면, 관찰자는 측정된 상태와 얽히게 되고, 이러한 얽힘은 엔트로피를 증가시킨다. 세스 로이드Seth Lloyd가 언급한 것처럼 "시간의 화살표는 상관관계를 증가시키는 어떤 화살이다."
그렇지만, 특수한 상황들에서는 결어긋남과 엔트로피를 감소시키는 초기 조건을 준비할 수 있다. 이는 2019년에 러시아 과학자 팀이 열역학적 시간의 화살표로부터 나오는 양자 시간의 화살에 대한 이해를 뒷받침하는 실험에서 IBM 양자 컴퓨터에서 양자 시간의 화살이 역전되는 것을 보고하면서 실험적으로 입증되었다. 두 개의 초전도 큐비트(superconducting qubit들로 구성된 양자 컴퓨터의 상태를 관찰하여, 그들은 85%의 경우에서 2-큐비트 컴퓨터가 초기 상태로 돌아간다는 것을 발견했다. 그 상태 반전은 전자의 경우 무작위의 마이크로파 배경 요동과 유사하게 한 특수 프로그램에 의해 이루어졌다. 그렇지만, 추정치들에 따르면 우주의 나이(137억 년) 동안 이러한 전자의 상태 반전은 0.06 나노초 동안 한 번만 일어날 것이다. 과학자들의 실험은 상태의 켤레 복소수을 통해 주어진 양자 상태(quantum state)를 반전시키는 양자 알고리즘의 가능성으로 이어졌다.
양자 결어긋남은 단지 양자파 붕괴 과정을 허용할 뿐이다; 붕괴 자체가 실제로 일어나는지 아니면 중복되고 겉으로만 나타나는지는 논란의 여지가 있다. 그렇지만, 양자 결어긋남의 이론은 이제 널리 받아들여지고 있고 실험적으로도 뒷받침되고 있기 때문에, 이 논쟁은 더 이상 시간의 화살 문제와 관련된 것으로 간주될 수 없다.

### 입자 물리학 (약한) 시간의 화살
약한 핵력과 관련된 특정 아원자 상호 작용은 반전성과 전하 켤레의 보존을 모두 위반하지만, 매우 드물게 발생한다. 한 예는 케이온 붕괴이다. CPT 정리에 따르면 이것은 또한 시간-비가역적이어야 함을 의미하므로 어떤 시간의 화살을 설정한다. 이러한 과정들은 초기 우주의 물질 생성을 담당해야 한다.
반전성와 전하 켤레의 조합이 거의 깨지지 않는다는 것은 이 화살이 한 방향만을 "간신히" 가리키고 있다는 것을 의미하며, 방향이 훨씬 더 분명한 다른 화살과 차별화된다. 이 화살은 보존 법칙과 동역학에서 T 위반이 원인이 될 수 있음을 보여준 조안 바카로<su>Joan Vaccaro의 연구가 전까지는 어떤 대규모 시간적 행동과 연결되지 않았다.

## 같이 보기
- 《시간의 역사》
- 인류 원리
- 일리야 프리고진
- 로슈미트의 역설(Loschmidt's paradox)
- 맥스웰의 도깨비
- 양자 제노 효과(quantum Zeno effect)
- 왕립연구소 1999년 성탄 강연(Royal Institution Christmas Lectures 1999)
- 사마야(Samayā)
- 시간 변화
- 시간 반전 신호 처리(time reversal signal processing)
- 휠러-파인만 흡수체 이론(Wheeler–Feynman absorber theory)

## 추가 읽기
- Lebowitz, Joel L. (2008). “Time's arrow and Boltzmann's entropy”. 《Scholarpedia》 3 (4): 3448. Bibcode:2008SchpJ...3.3448L. doi:10.4249/scholarpedia.3448.
- Boltzmann, Ludwig (1964). 《Lectures On Gas Theory》. University Of California Press. Translated from the original German by Stephen G. Brush. Originally published 1896/1898.
- Carroll, Sean (2010). 《From Eternity to Here: The Quest for the Ultimate Theory of Time》. Dutton. Website.
- Coveney, Peter; Highfield, Roger (1990), 《The Arrow of Time: A voyage through science to solve time's greatest mystery》, London: W. H. Allen, Bibcode:1990atvt.book.....C, ISBN 978-1-85227-197-8.
- Feynman, Richard (1965). 《The Character of Physical Law》. BBC Publications. Chapter 5.
- Halliwell, J. J.;  외. (1994). 《Physical Origins of Time Asymmetry》. Cambridge. ISBN 978-0-521-56837-1. (technical).
- Mersini-Houghton, L., Vaas, R. (eds.) (2012) 《The Arrows of Time. A Debate in Cosmology》. Springer. 2012년 6월 22일. ISBN 978-3-642-23258-9. (partly technical).
- Peierls, R (1979). 《Surprises in Theoretical Physics》. Princeton. Section 3.8.
- Penrose, Roger (1989). 《The Emperor's New Mind》. Oxford University Press. ISBN 978-0-19-851973-7. Chapter 7.
- Penrose, Roger (2004). 《The Road to Reality》. Jonathan Cape. ISBN 978-0-224-04447-9. Chapter 27.
- Price, Huw (1996). 《Time's Arrow and Archimedes' Point》. Oxford University Press. ISBN 978-0-19-510095-2. Website.
- Zeh, H. D (2010). 《The Physical Basis of The Direction of Time》. Springer. ISBN 978-3-540-42081-1. Official website for the book.
- “BaBar Experiment Confirms Time Asymmetry”.